# اشتراكية حقيقية

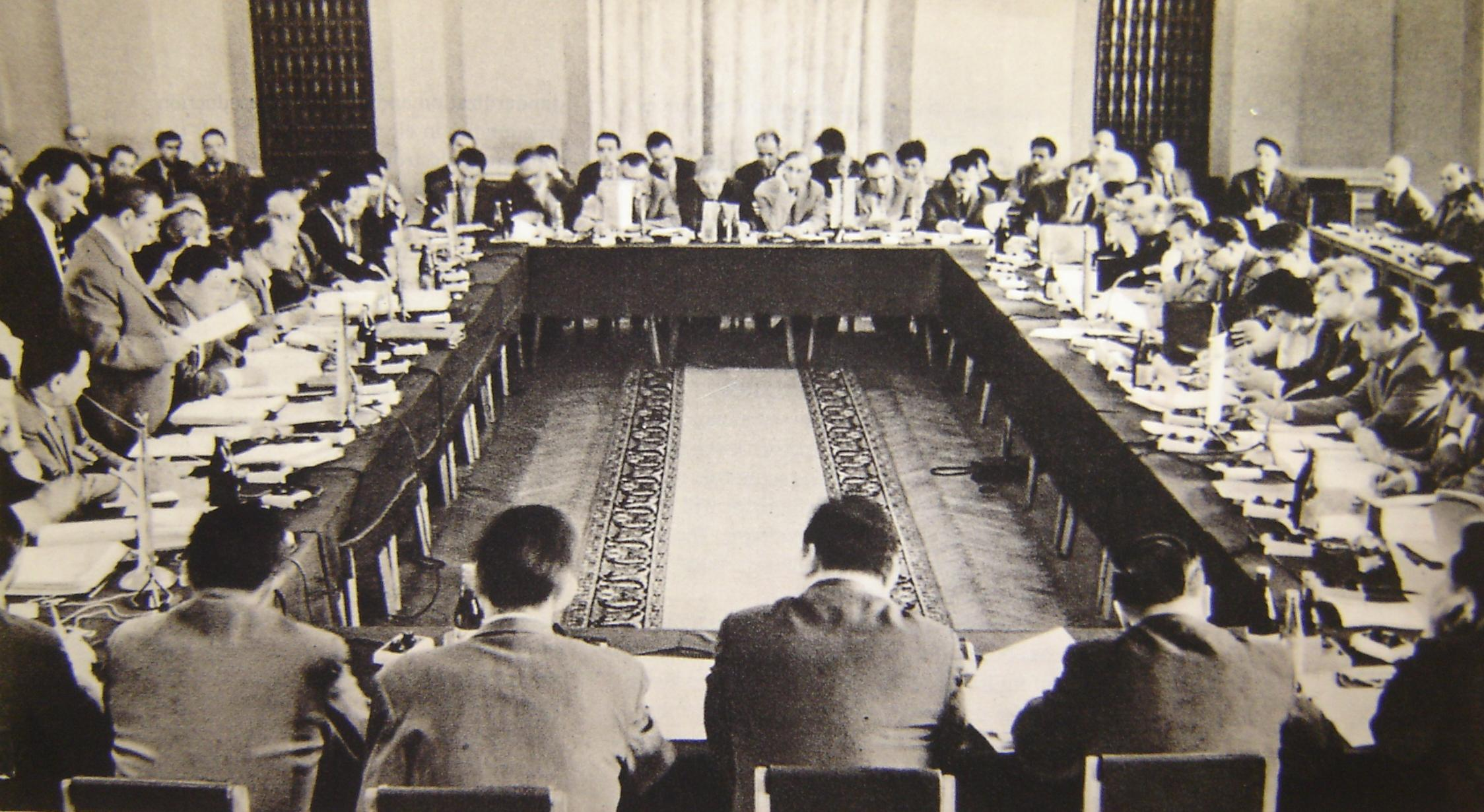

كانت الاشتراكية الحقيقية (أيضًا الاشتراكية القائمة فعليًا أو الاشتراكية المتطورة) شعارًا أيديولوجيًا شائعًا خلال عصر بريجينيف في بلدان الكتلة الشرقية والاتحاد السوفييتي.
أشار المصطلح إلى النموذج السوفييتي للتخطيط الاقتصادي الذي فرضته الأحزاب الشيوعية الحاكمة في ذلك الوقت بالذات. منذ ستينيات القرن العشرين فصاعدًا، بدأت دول مثل بولندا وألمانيا الشرقية والمجر وتشيكوسلوفاكيا ويوغسلافيا بالمجادلة أن سياساتها تمثل واقعيًا ما هو ممكن بالنظر إلى مستوى إنتاجيتها، حتى وإن كانت لا تتوافق مع المفهوم الماركسي للاشتراكية.
أشار مفهوم الاشتراكية الحقيقية إلى نظام اشتراكي مستقبلي عالي التطور. وعلى الرغم من ذلك، تسبب النمو المتأخر للاشتراكية والمستوى الهزيل للمعيشة في بلدان مجلس التعاون الاقتصادي بالنظر بصورة متزايدة إلى مصطلح «الاشتراكية الحقيقية» على أنه مخادع وغير حقيقي. بدأت إطلاق الحزب لاسم الاشتراكية يكتسب دلالاتٍ ليست سلبيةً فحسب، بل أيضًا تهكمية. في السنوات اللاحقة وعلى وجه التحديد بعد تفكك الاتحاد السوفييتي، بات المصطلح يُذكر على أنه يشير إلى شيء واحد فقط، كمرجع للاشتراكية على الطراز السوفييتي.

## التعريف
بعد الحرب العالمية الثانية، باتت مصطلحات «الاشتراكية الحقيقية» أو «الاشتراكية القائمة فعليًا» الكلمات الملطفة السائدة المستخدَمة كوصف ذاتي لدى أنظمة دول المعسكر الشرقي السياسية والاقتصادية ونماذج مجتمعاتها. غالبًا ما يشار إليها من الناحية القانونية بـ«الجمهوريات الشعبية (الديمقراطية)»، حُكمت هذه الدول من قبل حزب ماركسي لينيني حليف للاتحاد السوفييتي، وحُكم بعضها بشكل استبدادي وكَيّفت صيغةً من الاقتصاد المخطط وروّجت للاشتراكية و\أو الشيوعية كأيديولوجيا لها. طُرح مصطلح «الاشتراكية الحقيقية (القائمة فعليًا)» لتفسير الفجوة الواضحة بين الإطار الأيديولوجي المروَّج له والواقع الاقتصادي والسياسي الذي واجهته مجتمعات هذه الدول.

## دور الانقسام الصيني-السوفييتي
احتوى جانب آخر لمصطلح الاشتراكية الحقيقية على عناصر من الخلاف الصيني السوفييتي و«خلافاتٍ» أخرى، التي كانت في الواقع تباعداتٍ أيديولوجية، بين الاتحاد السوفييتي والدول التابعة من جهة وجمهورية الصين الشعبية وأتباعها أصحاب النسخة الأكثر ماوية من الأيديولوجيا الشيوعية من جهة أخرى. رغب السوفييت بفرض فكرة أن صيغتهم للاشتراكية كانت «حقيقية» وأن صيغة الصينيين وأتباعهم لم تكن كذلك، تحديدًا لأن الحركة الشيوعية التي ألهمتها الماوية، والتي أخذت بالنمو بسرعة كبيرة في العالم بصفتها بديلًا «يساريًا راديكاليًا» للأفكار السوفييتية، ادّعت على الدوام أن الاتحاد السوفييتي لم يعد اشتراكيًا وأنه غدر بالثورة. من أجل مواجهة هذه الاتهام بالتحريف الماركسي، ادعى السوفييت بتحدٍّ أن اشتراكيتهم كانت «اشتراكية حقيقية»، مشيرين إلى أن النماذج الأخرى للاشتراكية كانت غير حقيقية.

## الثقافة الشعبية السوفييتية
استُخدم المصطلح أيضًا كنقد ساخر. استُخدمت «حقيقية» للسخرية من «الاشتراكية الحقيقية». على وجه التحديد، بات المصطلح هدفًا لنكاتٍ سياسية عديدة في الاتحاد السوفييتي، كانت الأمثلة التالية نموذجيةً.
- «هل تعلم الحدود بين الاشتراكية الحقيقية والشيوعية؟»-«تمتد الحدود على طول جدار الكرملين» ]في تلميح إلى أن حكام الاتحاد السوفييتي كانوا هم فقط من يعيشون في مستقبل شيوعي مشرق وَعد به كارل ماركس[
- «ما هي الاشتراكية الحقيقية؟»-«هي حينما لا يمكنك الحصول على أي شيء دون أموال، إلا أنك لا تستطيع أساسًا شراء أي شيء بأموالك» ]في تلميح إلى الطوابير الطويلة والنقص المتكرر لبضائع المستهلكين في المتاجر السوفييتية[.
- سُئل الراديو الأرميني: «هل من الممكن بناء الاشتراكية الحقيقية في أرمينيا؟». أجاب الراديو الأرميني: «أجل، لكن من الأفضل بناؤها في جورجيا».

## في الغرب
استُخدم مصطلح «الاشتراكية القائمة فعليًا» من قبل الشيوعيين الأرثوذوكسيين في الغرب لمهاجمة خصومهم الخارجيين (عادةً التروتسكيين) أو نقادهم الداخليين (عادةً الشيوعيين الأوروبيين). استُخدم تحقيق الاشتراكية «الفعلية» كرد على انتقادات القمع الذي مارسته هذه الجماعات داخل «البلدان الاشتراكية».